# William Holland
William Joseph «Bill» Holland (Boston, Massachusetts, 3 de marzo de 1874-Malden, Massachusetts, 20 de noviembre de 1930) fue un atleta estadounidense. En los Juegos Olímpicos de París 1900 ganó la medalla de plata en la carrera de los 400 metros, al quedar por detrás del también estadounidense Maxey Long.
Además de las 400 m de París, Holland participó en las carreras de 60 m, los 200 m. La final de los 400 m se celebró a pesar de que tres otros atletas estadounidenses se retiraron, por motivos religiosos, en protesta por celebrarse la carrera un domingo.
En la carrera de los 200 metros acabó cuarto, con el mismo tiempo que Stan Rowley, ganador de la medalla de bronce. En la carrera de los 60 metros no no llegó a la final al terminar tercero de su serie clasificatoria.

## Palmarés
- 200 metros: 22.7" (1900)
- 440 yardas: 49.2", en 1902